# Nastia Liukin
Anastasia „Nastia“ Liukin (* 30. Oktober 1989 in Moskau als Anastassija Walerjewna Ljukina, russisch Анастаси́я Вале́рьевна Лю́кина) ist eine ehemalige russisch-US-amerikanische Kunstturnerin.

## Leben
Anastasia Liukin wurde 1989 in Moskau geboren. Ihre Eltern, die Sportgymnastin Anna Kotschnewa und der Turner Waleri Liukin, wanderten 1992 in die USA aus. Hier eröffnete Liukins Vater gemeinsam mit einem Partner 1994 in Plano (Texas) die Turnschule World Olympics Gymnastic Academy (WOGA).
Aufgrund der Trainertätigkeit ihrer Eltern verbrachte Liukin von klein auf viel Zeit in Turnhallen. Ihr Talent wurde daher früh erkannt und gefördert, obwohl ihre Eltern einer Turnkarriere zunächst skeptisch gegenüberstanden. Trotzdem wurde Liukin während ihrer gesamten Karriere von ihrem Vater in dessen Turnschule trainiert. Zudem wurde sie von der Choreografin Natalya Marakova betreut.
Erste internationale Auftritte absolvierte Liukin 2002 bei den Junioren. Seit 2005 trat sie bei Senioren-Wettkämpfen an. Neben einem Trainingspensum von 36 Stunden in der Woche, aufgeteilt auf zwei Trainingseinheiten am Tag, besuchte Liukin seit dem Herbst 2007 die private Southern Methodist University in Dallas.
In dem 2006 veröffentlichten Kinofilm Rebell in Turnschuhen hatte Liukin einen Kurzauftritt. Von 2013 bis 2016 studierte sie erfolgreich Sportmanagement und Psychologie in New York. Liukin nahm 2015 an der 20. Staffel der US-amerikanischen Tanzshow Dancing with the Stars teil und belegte mit ihrem Tanzpartner Derek Hough den 4. Platz. Im selben Jahr veröffentlichte sie ihre Autobiografie Finding My Shine.

## Turnkarriere
Liukin ist mehrfache US-Meisterin. 2005 war sie Weltmeisterin am Stufenbarren und am Schwebebalken sowie Silbermedaillengewinnerin am Boden und im Einzel-Mehrkampf. Bei den Weltmeisterschaften 2006 konnte sie mit der Mannschaft sowie einzeln am Stufenbarren Silber gewinnen. Den Gewinn der Silbermedaille am Stufenbarren konnte sie 2007 wiederholen, außerdem wurde sie in jenem Jahr Weltmeisterin im Mannschaftswettbewerb und am Schwebebalken.
Bei den Olympischen Spielen 2008 in Peking konnte Liukin mit der US-amerikanischen Mannschaft die Silbermedaille im Mannschaftsfinale gewinnen. Im Einzelmehrkampffinale verwies sie Shawn Johnson und Yang Yilin auf die Plätze zwei und drei und wurde Olympiasiegerin. Am Boden reichte es für eine Bronzemedaille. Am Stufenbarren wurde Liukins Übung zwar mit der gleichen Punktzahl bewertet wie die der Chinesin He Kexin, auf Grund einer Tiebreak-Regel gewann sie jedoch nur Silber. Ohne diese Regel, die für die Olympischen Spiele eingeführt worden war, hätten beide Turnerinnen eine Goldmedaille gewonnen. Am letzten Wettkampftag der Gerätturnwettbewerbe gewann Liukin schließlich am Schwebebalken ihre dritte olympische Silbermedaille.
Nach den Olympischen Spielen setzte Liukin ihre sportliche Karriere mit dem Ziel fort, an den Olympischen Spielen 2012 in London teilzunehmen.
Bei den Amerikanischen Meisterschaften 2009 trat Liukin nur am Schwebebalken an und wurde fünfte. Nach den amerikanischen Meisterschaften erklärte Liukin, eine Auszeit vom Sport nehmen zu wollen, um vermehrt den Ansprüchen ihrer Sponsoren nachzugehen sowie sich ehrenamtlicher Arbeit widmen zu können. Folglich war sie auch kein Mitglied der US-amerikanischen Mannschaft bei den Weltmeisterschaften 2009 in London. Nach einem Comeback bei den Visa Championships 2012 und einer Teilnahme an den Olympic Trials im selben Jahr wurde sie nicht für die Olympischen Spiele nominiert und gab ihren Rücktritt bekannt.

## Auszeichnungen
- USOC Athlete of the Year 2008